# Delanys Sumpfklettermaus

Verbreitungsgebiet

Delanys Sumpfklettermaus (Delanymys brooksi) ist eine afrikanische Art der Mäuseartigen, die von allen anderen Nagetieren so verschieden ist, dass sie einer eigenen Gattung (Delanymys) und Unterfamilie (Delanymyinae) zugeordnet wird.
Diese rötliche Maus hat eine Kopfrumpflänge von nur 6 cm; der Schwanz ist mit 10 cm beträchtlich länger. Mit einem Gewicht von durchschnittlich 5 g ist die Sumpfklettermaus eine der leichtesten Mäusearten. Das Fell ist oberseits rötlichbraun und unterseits beigefarben. Der lange Schwanz kann mit Einschränkungen zum Greifen eingesetzt werden. An den Vorderpfoten befinden sich vier vollständige und ein verkümmerter Zeh, die Hinterfüße haben fünf Zehen. Alle Zehen sind mit Krallen ausgestattet. Verbreitet ist die Art nur im Bergland nahe dem Kiwusee, also auf den Territorien Burundis, Ruandas, Ugandas und der Demokratischen Republik Kongo. Hier bewohnt sie Höhen zwischen 1700 und 2600 m, wo sie nachts in sumpfigem Bambusdickicht auf die Suche nach Pflanzenmaterial geht.
Die Sumpfklettermaus wurde 1962 beschrieben. Wegen der Eigenarten ihres Gebisses wurde sie oft mit den Afrikanischen Felsenmäusen in einer gemeinsamen Unterfamilie Petromyscinae vereint. Morphologisch sind beide jedoch gänzlich verschieden und werden daher in modernen Systematiken (McKenna & Bell 2000, Wilson & Reeder 2005) beide in jeweils eigenen Unterfamilien geführt. Die systematische Stellung der Sumpfklettermaus bleibt damit ungeklärt.
Aufgrund voranschreitender Lebensraumzerstörung wird Delanys Sumpfklettermaus von der IUCN als gefährdet (vulnerable) gelistet.
Das Gattungsname Delanymys bezieht sich auf den britischen Zoologen Michael James Delany (1928–2013). Das Epitheton ehrt den kanadischen Biologen Allan Cecil Brooks.